# Wargöns AB
Wargöns AB var en skogsindustrikoncern hemmahörande i Vargön (Vänersborgs kommun, Västra Götalands län), med bland annat sulfitmasssfabrik, pappersbruk och ferrolegeringsverk.

## Historik

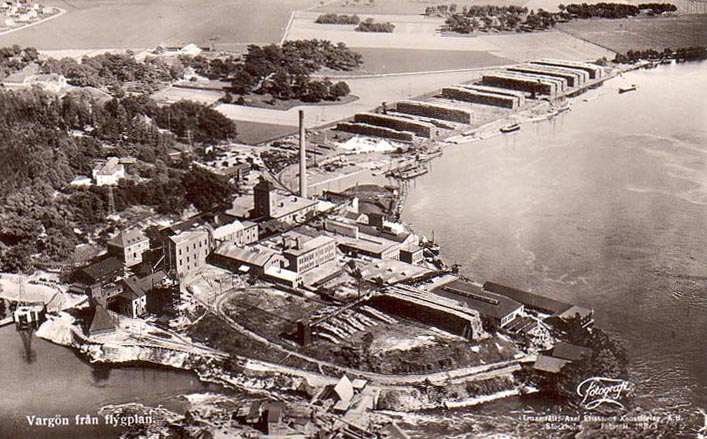
Flygfoto från 1930-talet över pappersbruket vid Vargön.

### Från träsliperi till storföretag
År 1869 anlades ett träsliperi på en udde i Göta älv av ägarna till Rånnums säteri, bröderna Karl och Verner Ericsson, som 1872 utökades med ett pappersbruk.  Redan 1874 såldes emellertid hela egendomen Wargön inklusive fabriken till det då nybildade Wargöns aktiebolag. Verksamheten växte sedan, och kom snart att utökas med en fabrik för tillverkning av sulfitmassa. Vid 1900-talets början hade Wargöns AB utvecklats till ett av norra Europas största skogsindustriföretag. 

### Verksamheten utökas med ett smältverk
1908 sålde Wargön den allra största delen av sina vattenrätter, bland andra de ganska betydande Nyebro och Huvudnäsöfallen,  till staten. I samband med detta skrev man under ett avtal om att vara garanterad leverans av elektricitet från statens kraftverk i Trollhättan i 40 år. Den elektricitet man fick levererad räckte emellertid till mer än driften av de redan existerande industrianläggningarna. 1912 utökades därför verksamheten med ett smältverk för tillverkning av olika ferrolegeringar (huvudsakligen kiseljärn, kiselmangan, ferromangan och kiselaluminiummangan). Verksamheten visade sig snabbt vara lönsam, och 1920 hade de ursprungligen fyra ugnarna utökats med ytterligare fem. Tillverkningskapaciteten var då cirka 20 000 ton legeringar per år.

### Uppköp av andra bolag
Genom köp av andra bruksegendomar och aktiebolag (ex. Älvestorp (1912), Hellefors bruk (1915), Sikfors bruk (1915), Hohult-Spexeryds mangangruvor (1915), Gravendal (1916), Saxå bruk (1916) och Laxå bruk (1917)) kom Wargöns AB successivt att utvecklas till ett företag med stora skogsdomäner, betydande gruvor, hyttor, järnverk, cellulosa- och trämassefabriker, sågar och kraftstationer. Bara den sammanlagda skogsarealen uppgick 1920 till cirka 200 000 hektar. Bakom de stora företagsförvärven 1912-18 fanns inflytandet från finansmannen William Olsson. [källa behövs]
Pappersbruket vid Wargöns AB moderniserades fullständigt under 1920-talets första år och ett nytt träsliperi byggdes efter att det gamla hade ödelagts vid en eldsvåda 1918. 1920 hade bruket en årskapacitet av cirka 20 000 ton papper (främst sulfitpapper och tidningspapper). 

### Namnbyte till Hellefors Bruks AB
Den allt större Wargönkoncernen kom emellertid att bli ett finansiellt korthus som kraschade i början av 1920-talet. Efter att staten fått huvudansvaret för rörelsen 1924 ombildades Wargöns AB under namnet Hellefors Bruks AB 1925. Ett nytt bolag med namnet Wargöns AB bildades istället som dotterbolag till Hellefors Bruk, detta övertog också det gamlas verksamheter och tillgångar i Vargön och Trollhättan (d.v.s. pappers- och sulfitmassetillverkning, tillverkning av ferrolegeringar och tillverkning av karbidkalcium), samt mangangruvorna i Bölet och Spexeryd. 1945 kom Wargöns AB i investmentbolaget Custos ägo. Antal anställda uppgick i början av 1950-talet till ca 1800. Under 1950-talet började man experimentera med energiåtervinning och rökgasrening, och 1957 stod det första energiåtervinningssystemet färdigt. Både pappersbruket och smältverket kom under 1940-, 50- och 60-talen att byggas ut med nya ugnar och pappersmaskiner.

### Airco köper Wargön och bolaget delas
1968 förvärvade det amerikanska bolaget Air Reduction Company, Airco, samtliga aktier i Wargöns AB. Ett år senare började förändringarna bli märkbara med en total omorganisation av företaget. Bl.a. såldes pappersbruksdelen till Holmens Bruk AB och ferrokrom-verket i Trollhättan till AB Ferrolegeringar. De stora arealerna skog och jordbruksmark (ex. Stora Linda, Rånnums säteri, Sandgärdet, och Önafors) såldes också. Det som sedan var kvar av det gamla bolaget ombildades till ett dotterbolag med namnet Airco Alloys AB. Efter en rad namn- och ägarbyten heter företaget idag Vargön Alloys AB. Pappersbruket ingick till sin nedläggning i skogsindustrikoncernen Holmen AB (f.d. MoDo), se Holmen Paper Wargön.

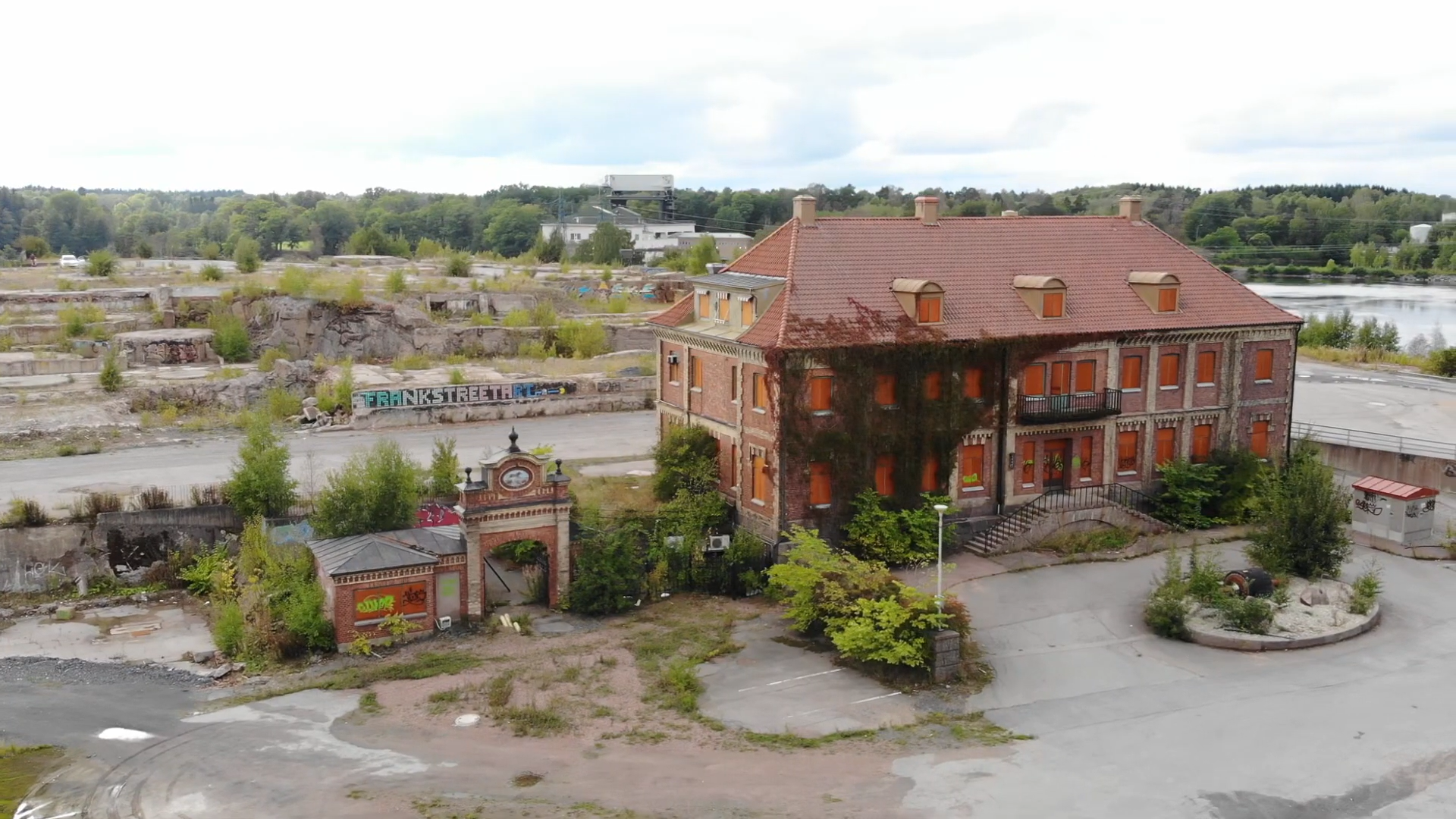
Den gamla huvudbyggnaden på Vargöns bruk. Fotot togs 2018, innan byggnaden brann.

### Nedläggning
Den 13 augusti 2008 meddelade styrelsen i Holmen AB att man beslutat sig för att inleda förhandlingar om nedläggning av verksamheten vid bruket under december 2008. Den 15 december 2008 klockan 13.47 producerades det sista pappret på PM5.
Den 22 maj 2020 brann kontorsbyggnaden till det nerlagda bruket ner i en anlagd brand.